# Меодр
Мео́др (фр. Méaudre) — колишній муніципалітет у Франції, у регіоні Овернь-Рона-Альпи, департамент Ізер. Населення — 1378 осіб (2011)
Муніципалітет був розташований на відстані близько 480 км на південний схід від Парижа, 90 км на південний схід від Ліона, 17 км на південний захід від Гренобля.

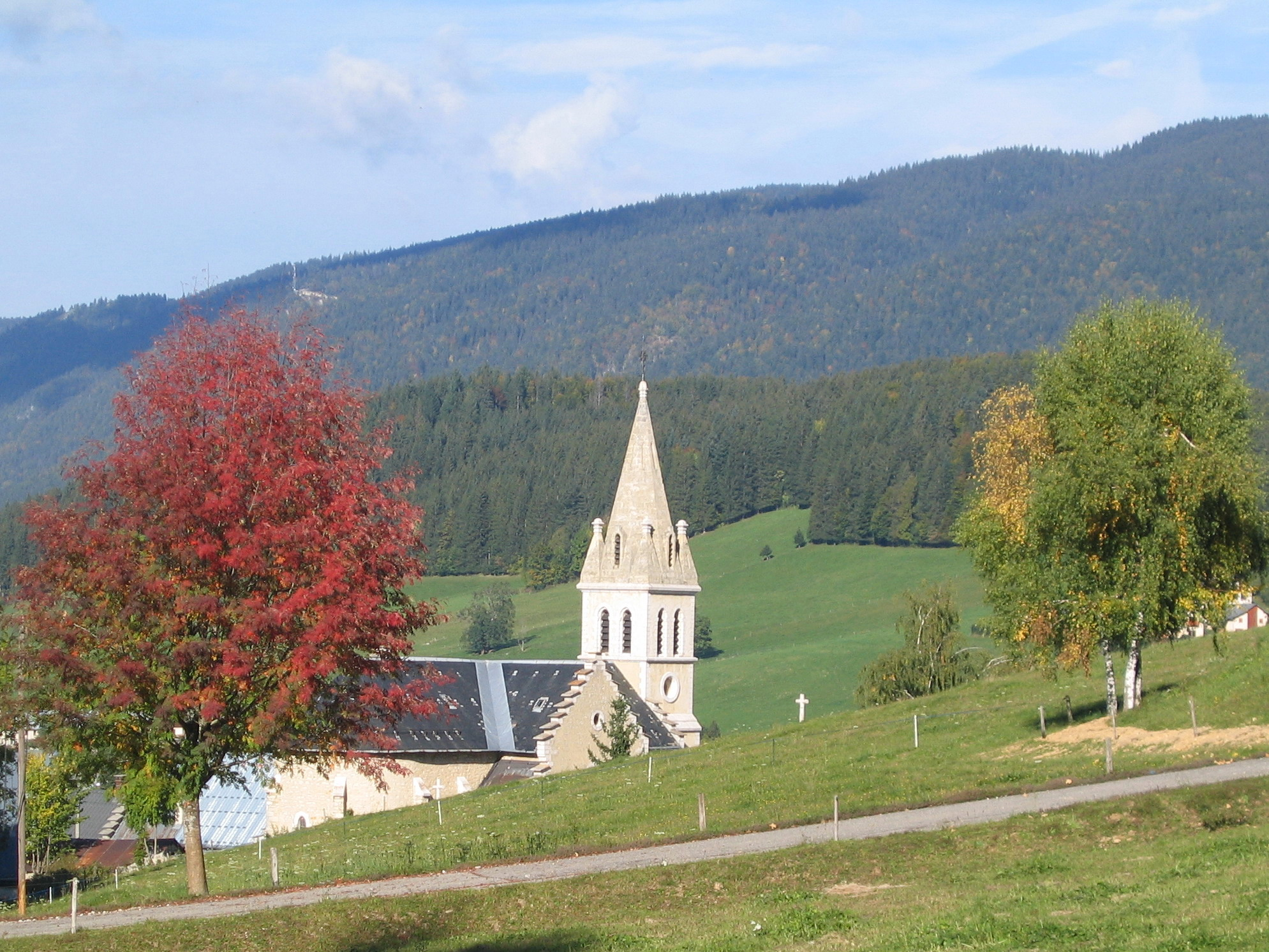

## Історія
До 2015 року муніципалітет перебував у складі регіону Рона-Альпи. Від 1 січня 2016 року належав до нового об'єднаного регіону Овернь-Рона-Альпи.
1 січня 2016 року Меодр і Отран було об'єднано в новий муніципалітет Отран-Меодр-ан-Веркор.

## Демографія
Динаміка населення (INSEE ):
Розподіл населення за віком та статтю (2006):
| Стать | Всього | До 15 років | 15-24 | 25-44 | 45-64 | 65-85 | Понад 85 |
| --- | ------ | ----------- | ----- | ----- | ----- | ----- | -------- |
| Чоловіки | 586    | 127         | 45    | 201   | 156   | 49    | 8        |
| Жінки | 609    | 131         | 98    | 164   | 164   | 40    | 12       |
| \| Статево-вікова піраміда \| Статево-вікова піраміда \| Статево-вікова піраміда \| \| ----------------------- \| ----------------------- \| ----------------------- \| \| Чоловіки \| Вік \| Жінки \| \| 8 \| 85 + \| 12 \| \| 0 \| 80-84 \| 4 \| \| 25 \| 75-79 \| 12 \| \| 8 \| 70-74 \| 20 \| \| 16 \| 65-69 \| 4 \| \| 25 \| 60-64 \| 29 \| \| 29 \| 55-59 \| 33 \| \| 61 \| 50-54 \| 57 \| \| 41 \| 45-49 \| 45 \| \| 29 \| 40-44 \| 49 \| \| 41 \| 35-39 \| 37 \| \| 86 \| 30-34 \| 41 \| \| 45 \| 25-29 \| 37 \| \| 20 \| 20-24 \| 41 \| \| 25 \| 15-20 \| 57 \| \| 49 \| 10-14 \| 33 \| \| 33 \| 5-9 \| 41 \| \| 45 \| 0-4 \| 57 \| |        |             |       |       |       |       |          |
| Статево-вікова піраміда |        |             |       |       |       |       |          |
| Чоловіки | Вік    | Жінки       |       |       |       |       |          |
| 8 | 85 +   | 12          |       |       |       |       |          |
| 0 | 80-84  | 4           |       |       |       |       |          |
| 25 | 75-79  | 12          |       |       |       |       |          |
| 8 | 70-74  | 20          |       |       |       |       |          |
| 16 | 65-69  | 4           |       |       |       |       |          |
| 25 | 60-64  | 29          |       |       |       |       |          |
| 29 | 55-59  | 33          |       |       |       |       |          |
| 61 | 50-54  | 57          |       |       |       |       |          |
| 41 | 45-49  | 45          |       |       |       |       |          |
| 29 | 40-44  | 49          |       |       |       |       |          |
| 41 | 35-39  | 37          |       |       |       |       |          |
| 86 | 30-34  | 41          |       |       |       |       |          |
| 45 | 25-29  | 37          |       |       |       |       |          |
| 20 | 20-24  | 41          |       |       |       |       |          |
| 25 | 15-20  | 57          |       |       |       |       |          |
| 49 | 10-14  | 33          |       |       |       |       |          |
| 33 | 5-9    | 41          |       |       |       |       |          |
| 45 | 0-4    | 57          |       |       |       |       |          |

## Економіка
2010 року серед 874 осіб працездатного віку (15—64 років) 699 були активними, 175 — неактивними (показник активності 80,0%, у 1999 році було 73,8%). З 699 активних мешканців працювали 673 особи (357 чоловіків та 316 жінок), безробітними було 26 (15 чоловіків та 11 жінок). Серед 175 неактивних 57 осіб було учнями чи студентами, 76 — пенсіонерами, 42 були неактивними з інших причин.

У 2010 році в муніципалітеті числилось 539 оподаткованих домогосподарств, у яких проживали 1378,5 особи, медіана доходів виносила 19 062 євро на одного особоспоживача

## Міста-побратими
- Локмар'я, Франція